# وزارت دفاع ملی لهستان
وزارت دفاع ملی لهستان (انگلیسی: Ministry of National Defence) از وزارتخانه‌های دولت لهستان است، که وظیفه پشتیبانی لجستیک و مدیریت نیروهای مسلح لهستان را برعهده دارد.
وزارت دفاع یک نهاد دولتی در لهستان است که توسط وزیر دفاع ملی اداره می‌شود. این نهاد مسئول سازماندهی و مدیریت نیروهای مسلح لهستان است. در طول جمهوری دوم لهستان و جنگ جهانی دوم، این وزارتخانه وزارت امور نظامی نامیده می‌شد. بودجه این وزارتخانه برای سال ۲۰۲۲، بالغ بر ۱۴۰ میلیارد زلوتی لهستان بود.